# Josipovo
 Ovo je glavno značenje pojma Josipovo. Za druga značenja pogledajte Josipovo (Sopje).
Josipovo je u zapadnom kršćanstvu glavni blagdan svetog Josipa, muža Djevice Marije i zakonitog oca Isusa Krista, koji se slavi 19. ožujka. U Katoličkoj Crkvi ima rang svetkovine. Taj dan posebno se slavi u Poljskoj i Kanadi, kao i u župama, vjerskim ustanovana i školama koje nose njegovo ime. U Hrvatskoj se najviše slavi u Nacionalnom svetištu sv. Josipa u Karlovcu i u crkvama koje su njemu posvećene.
Također je Dan očeva u nekim katoličkim zemljama, uglavnom u Španjolskoj, Portugalu i Italiji. Također i u Hrvatskoj.
19. ožujka bio je posvećen svetom Josipu u nekoliko zapadnih kalendara do 10. stoljeća, a ovaj je običaj uspostavljen u Rimu do 1479. Papa Pio V. proširio je njegovu upotrebu na cijeli rimski obred svojom apostolskom konstitucijom „Quo primum” (14. srpnja 1570.). Od 1969. biskupske konferencije ga mogu, ako žele, prenijeti na datum izvan korizme. Čak i ako se dogodi unutar korizme na uobičajeni datum 19. ožujka, još uvijek se slavi kao svečeva svetkovina — ovo je jedan od rijetkih trenutaka kada se tijekom korizme može izgovarati ili pjevati Gloria, korizmeno ruho se mijenja iz ljubičaste u bijelu ili zlatnu (kao što bi bilo uobičajeno za takvu svečanost), euharistijske molitve i druge molitve su iz svetkovina i ne korizmene, pjesme su radosnije i izgovara se Vjerovanje. Međutim, Aleluja se još uvijek ne koristi, već se umjesto nje koristi Traktat, prema korizmenim propisima.
Između 1870. i 1955. slavio se još jedan blagdan u čast svetog Josipa kao zaručnika Blažene Djevice Marije i zaštitnika sveopće Crkve, a potonji mu je naslov dao papa Pio IX. Izvorno slavljen treće nedjelje nakon Uskrsa s osminom, nakon „Divino Afflatu” svetog Pija X., premješten je na prethodnu srijedu (jer je srijeda bila dan u tjednu posebno posvećen svetom Josipu, svetom Ivanu Krstitelju i lokalnim zaštitnicima). Blagdan je također preimenovan u „blagdan svetog Josipa”. Ovo slavlje i njegova popratna osmina ukinuti su tijekom modernizacije i pojednostavljenja pod papom Pijem XII. 1955. godine.
Istodobno je papa Pio XII. ustanovio dodatni blagdan sv. Josipa Radnika, koji se slavi 1. svibnja, kako bi se poklopio s slavljem Međunarodnog praznika rada u mnogim zemljama. Do tada je 1. svibnja bio blagdan svetih apostola Filipa i Jakova, ali je taj blagdan tada prebačen na sljedeći slobodni dan, 11. svibnja (i ponovno na 3. svibnja 1969., koji je u međuvremenu postao slobodan). U novom kalendaru objavljenom 1969. godine svetkovina svetog Josipa Radnika, koja je svojedobno zauzimala najviše moguće mjesto u crkvenom kalendaru, svedena je na neobvezni spomendan, najniži rang svečevog dana.
Pravoslavna Crkva slavi svetoga Josipa u nedjelju po Božiću (s Davidom i Jakovom Pravednim), 26. prosinca (Sabor Majke Božje i bijeg svete obitelji u Egipat), na nedjelju svetih praotaca (dvije nedjelje prije Rođenja) i u nedjelju svetih otaca (nedjelja prije rođenja), kada mu se spominje zajedno s ostalim Isusovim precima i 19. ožujka.
Popularni običaji među kršćanima različitih liturgijskih tradicija koji obilježavaju dan svetog Josipa su prisustvovanje misi ili bogosluženju, nošenje crvene odjeće, nošenje blagoslovljenih suhih mahuna boba i sastavljanje kućnih oltara posvećenih svetom Josipu.